# Via normale italiana al Cervino

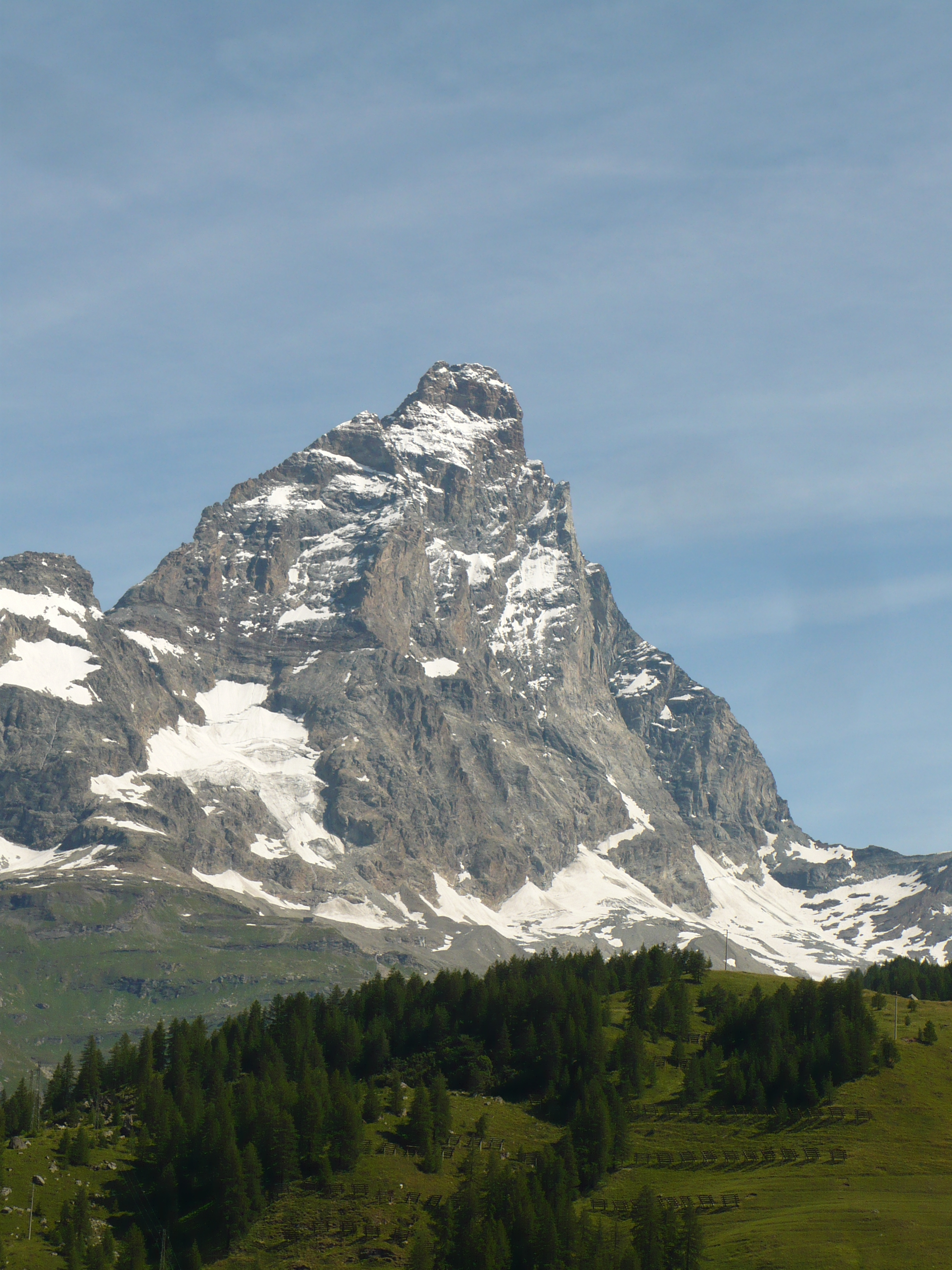
Il versante sud del Cervino. La cresta a sinistra nella foto è la cresta lungo la quale si sviluppa la via normale italiana.

La Via normale italiana al Cervino (in francese, Voie normale italienne au Cervin) descrive l'ascesa tipica alla vetta del Cervino salendo lungo il versante italiano. Percorre quasi integralmente la cresta sud-occidentale della montagna, detta Cresta del Leone (Arête du lion in francese, Liongrat in tedesco), riproponendo la prima salita compiuta da Jean-Antoine Carrel il 17 luglio 1865. Il periodo migliore durante il quale può essere affrontata la via è quello tardo estivo (da metà luglio alla prima metà di settembre) quando essa è più libera dalla neve e dal ghiaccio e la difficoltà della via è valutata D, risultando più breve, ma più difficile della via normale svizzera al Cervino che si sviluppa lungo la cresta opposta, la Cresta dell'Hörnli.

## Descrizione

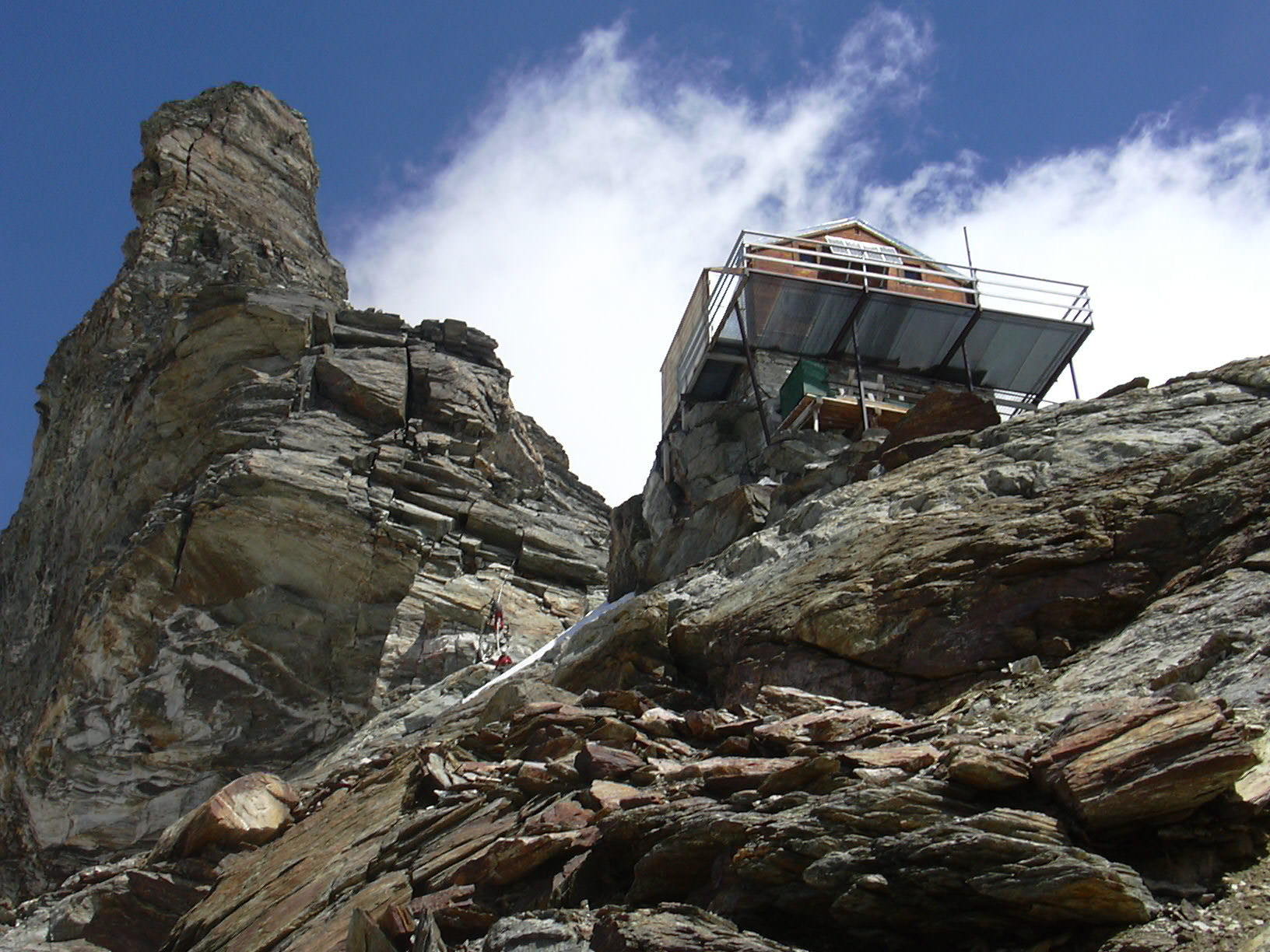
Il Rifugio Carrel. Dietro il rifugio si nota la Corda della sveglia e la Grande Tour.

La salita può essere suddivisa in tre tappe:
- da Breuil-Cervinia (2012 m) al Rifugio Duca degli Abruzzi (2.802 m)
- dal Rifugio Duca degli Abruzzi al Rifugio Jean-Antoine Carrel (3.830 m)
- dal Rifugio Jean-Antoine Carrel alla vetta (4.478 m).

La prima tappa è di natura escursionistica; la seconda riserva già notevoli difficoltà alpinistiche; la terza tappa è quella che per l'altezza e per le difficoltà alpinistiche risulta più impegnativa. Normalmente la salita avviene in due giorni. Durante la prima giornata si raggiunge il rifugio Carrel; nella seconda si sale in vetta e si discende.

### Da Breuil-Cervinia al rifugio Duca degli Abruzzi

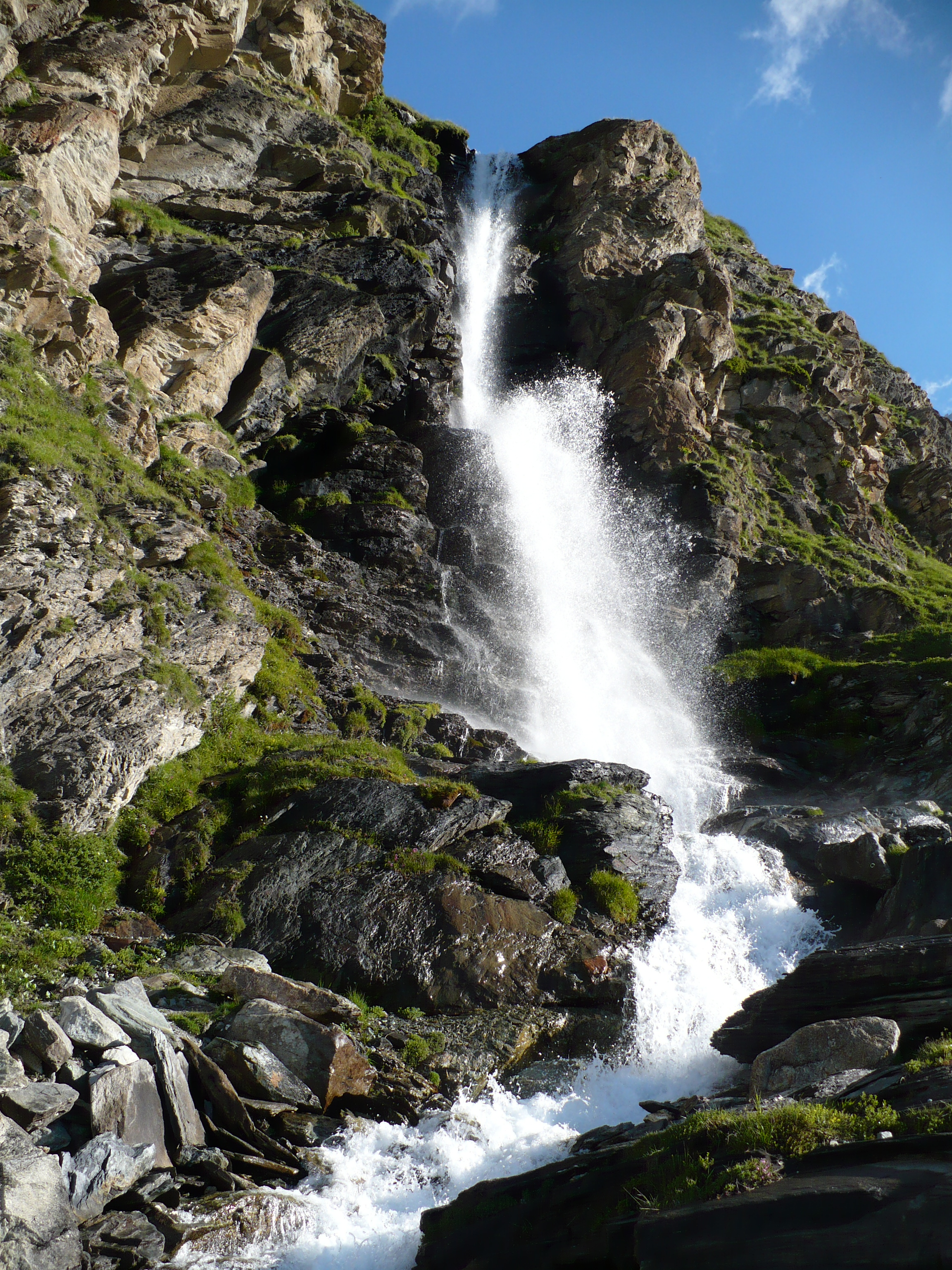
Cascata lungo il sentiero che sale al Rifugio Duca degli Abruzzi.

La salita al Rifugio Duca degli Abruzzi parte normalmente da Breuil-Cervinia. La salita è di natura escursionistica e non presenta alcuna difficoltà di tipo alpinistico. Si può partire a piedi direttamente da Breuil-Cervinia (2.012 m) e percorrendo il sentiero n. 13 si raggiunge il rifugio in circa due ore. Per buona parte il sentiero è costeggiato da una strada interpoderale che conduce agli alpeggi ed al rifugio stesso.
Il sentiero inizia nella zona nord della località nei pressi di campi da tennis. Salendo passa innanzitutto nei pressi della Chiesetta degli alpini Battaglione Aosta (2.143 m) dove è anche presente una grande croce in ricordo di Papa Giovanni Paolo II. Più in alto il sentiero si avvicina ad una cascata particolarmente suggestiva. Proseguendo si incontrano alcuni alpeggi. Infine su un pianoro si raggiunge il rifugio.

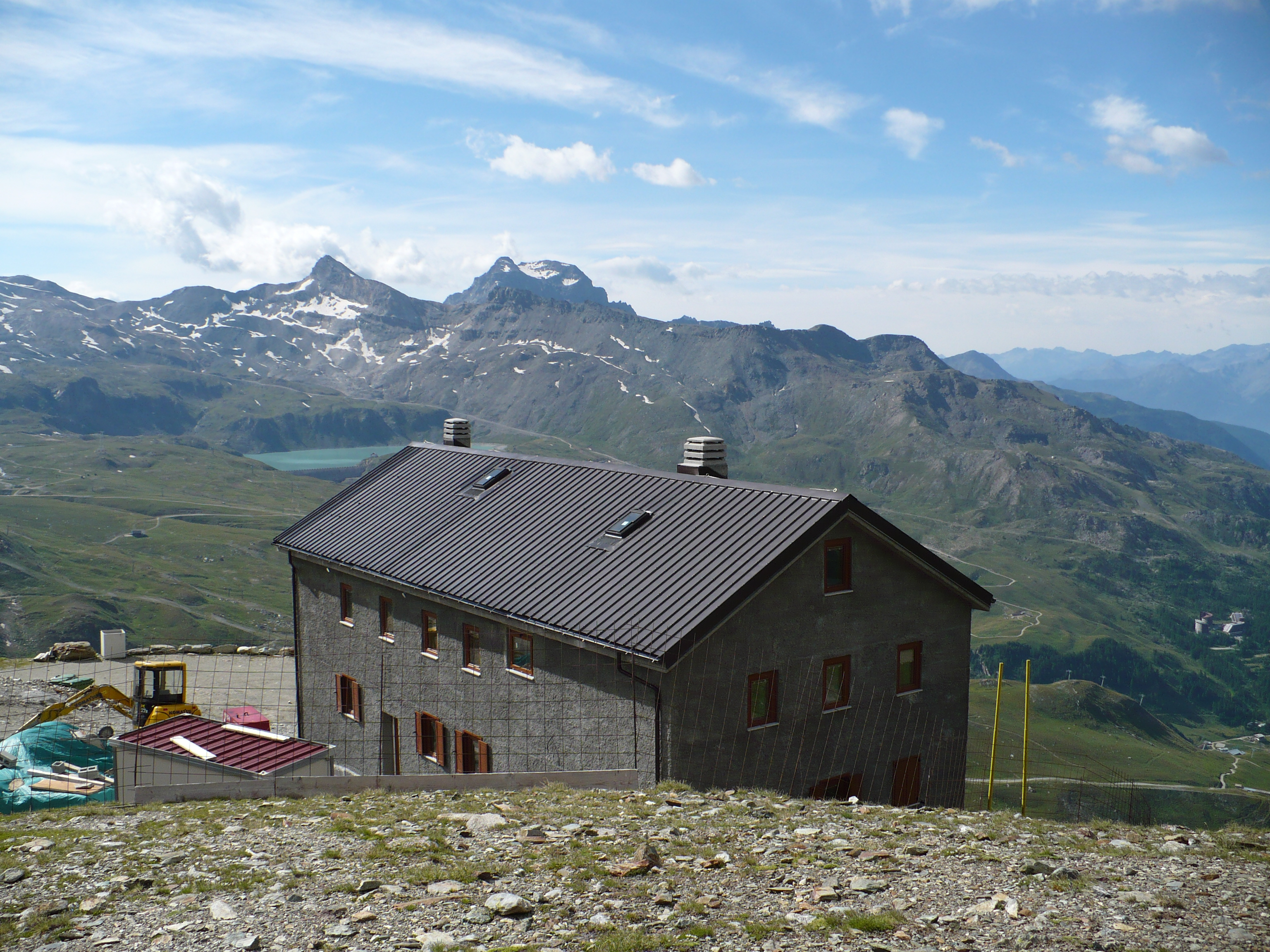
Il Rifugio Duca degli Abruzzi.

In alternativa da Breuil-Cervinia si possono prendere gli impianti di risalita che conducono a Plan Maison (2.561 m). Da Plan Maison si segue il sentiero n. 3 che volgendo verso ovest dapprima in piano e poi in salita attraversa varie morene e pendii prima di arrivare al rifugio impiegando circa un'ora e trenta. Questa seconda opzione permette di risparmiare circa 500 m di salita.

### Dal Rifugio Duca degli Abruzzi al Rifugio Carrel

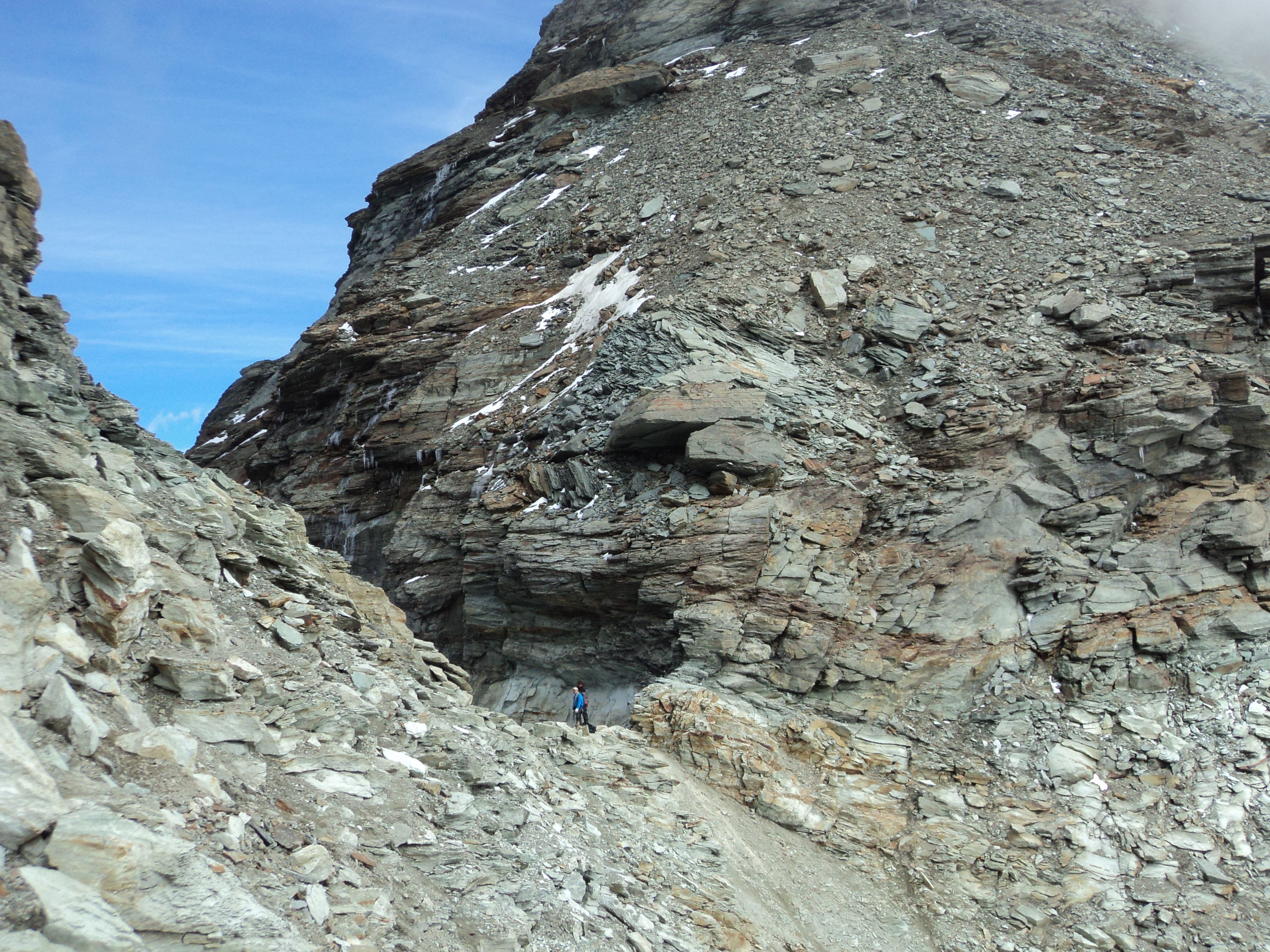
Il Colle del Leone (Col du lion) tra la Testa del Leone ed il Cervino.

Nel 1890 Jean-Antoine Carrel salì per la 51ª volta il Cervino con il cliente Leone Sinigaglia e il portatore Charles Gorret di Valtournenche. Nella via del ritorno furono sorpresi da una forte tempesta. Il tenace alpinista portò in salvo i suoi compagni di scalata ma morì esausto lungo la via del ritorno. La Croix Carrel è posta nel luogo dove Carrel morì.
La salita dal Rifugio Duca degli Abruzzi al Rifugio Jean-Antoine Carrel, per la prima parte di natura escursionistica e per la seconda parte di carattere alpinistico, viene percorsa in circa quattro ore. Dal rifugio si sale in direzione nord per dolci pendii e per facili cenge arrivando in circa venti minuti alla Croix Carrel (2.920 m). 
Dopo la croce si raggiunge un nevaio che si attraversa sul suo bordo occidentale. Un canale roccioso obliquo permette di superare il primo ed impegnativo salto di roccia. Portandosi in cresta si salgono nevai e fasce detritiche. Contornando e lasciando sulla sinistra la vetta della Testa del Leone per cenge abbastanza insidiose si arriva a Colle del Leone o Col du lion (3.581 m), colle che separa la Testa del Leone dal Cervino vero e proprio.
Dal colle si sale per detriti alla base della Cresta (3.650 m) da dove inizia l'arrampicata. Alcune corde fisse permettono di superare i passaggi più impegnativi. I passaggi più significativi sono la Placca Seiler, placca inclinata ed assai liscia e la salita attrezzata che rimpiazza la Cheminée.
Il Diedro Cheminée era un passaggio obbligato per la salita al Rifugio Carrel ed era attrezzato con una lunga catena. Nel 2003 un'imponente frana lo ha fatto crollare. Le guide alpine hanno attrezzato una salita alternativa.
Superati questi passaggi di arrampicata si arriva al Rifugio Jean-Antoine Carrel (3.830 m). Nei pressi del rifugio vi è anche la piattaforma dove si trovava la Capanna Luigi Amedeo di Savoia, crollata nell'estate del 2003 in seguito ad una grossa frana (la stessa che causò la caduta della Cheminée). La piattaforma è ora utilizzata come punto di atterraggio per l'elicottero, mentre la vecchia capanna si trova davanti all'ufficio delle Guide del Cervino, in paese.

### Dal Rifugio Carrel alla vetta

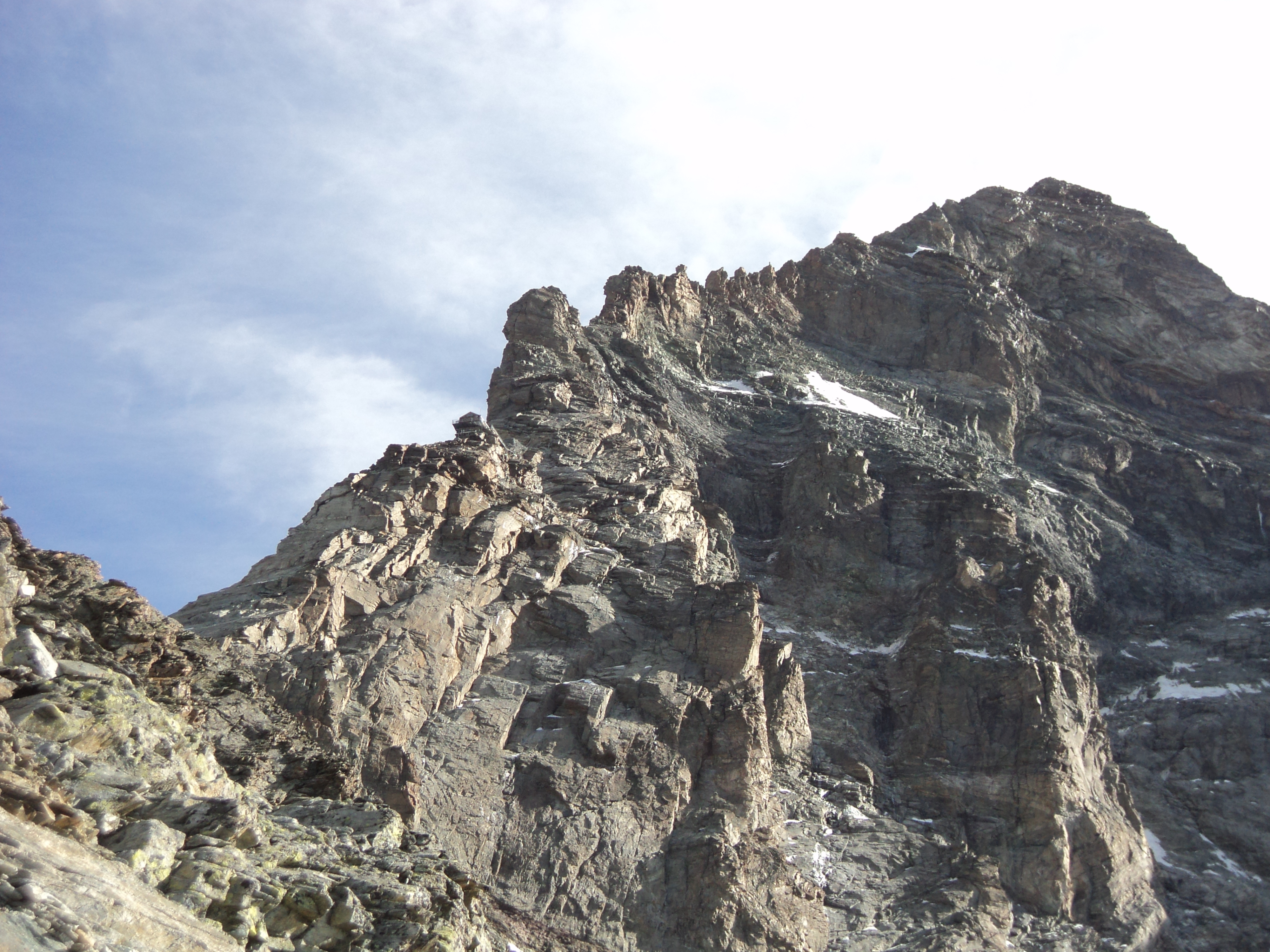
La Cresta del Leone (Arête du lion). Dal basso si notano il Rifugio Carrel, la Grande Tour e lArête du coq.

La salita inizia dietro il Rifugio Carrel ed ai piedi della Grande Tour, torrione che si aggira sulla destra. La prima corda fissa prende il nome di Corda della sveglia. Si passa poi vicino ai ruderi della Cabane de la tour e nel Vallon des glaçons. L'Arête du coq con diversi gendarmi caratterizza il tratto successivo. Si supera il Mauvais pas e si passa vicino alla placca denominata Rocher des écritures dove sarebbe inciso il nome di Carrel.
Il ghiacciaio del Linceul viene superato con l'aiuto di alcune corde fisse metalliche. Più avanti la Corde Tyndall aiuta a superare un salto di circa trenta metri. La cengia Gravate permette di guadagnare il Pic Tyndall (4.241 m). Dal Pic Tyndall si percorre il filo di cresta scendendo un poco ed arrivando così all'Enjambée, intaglio che separa il Pic Tyndall dalla parte superiore della cresta del Cervino.

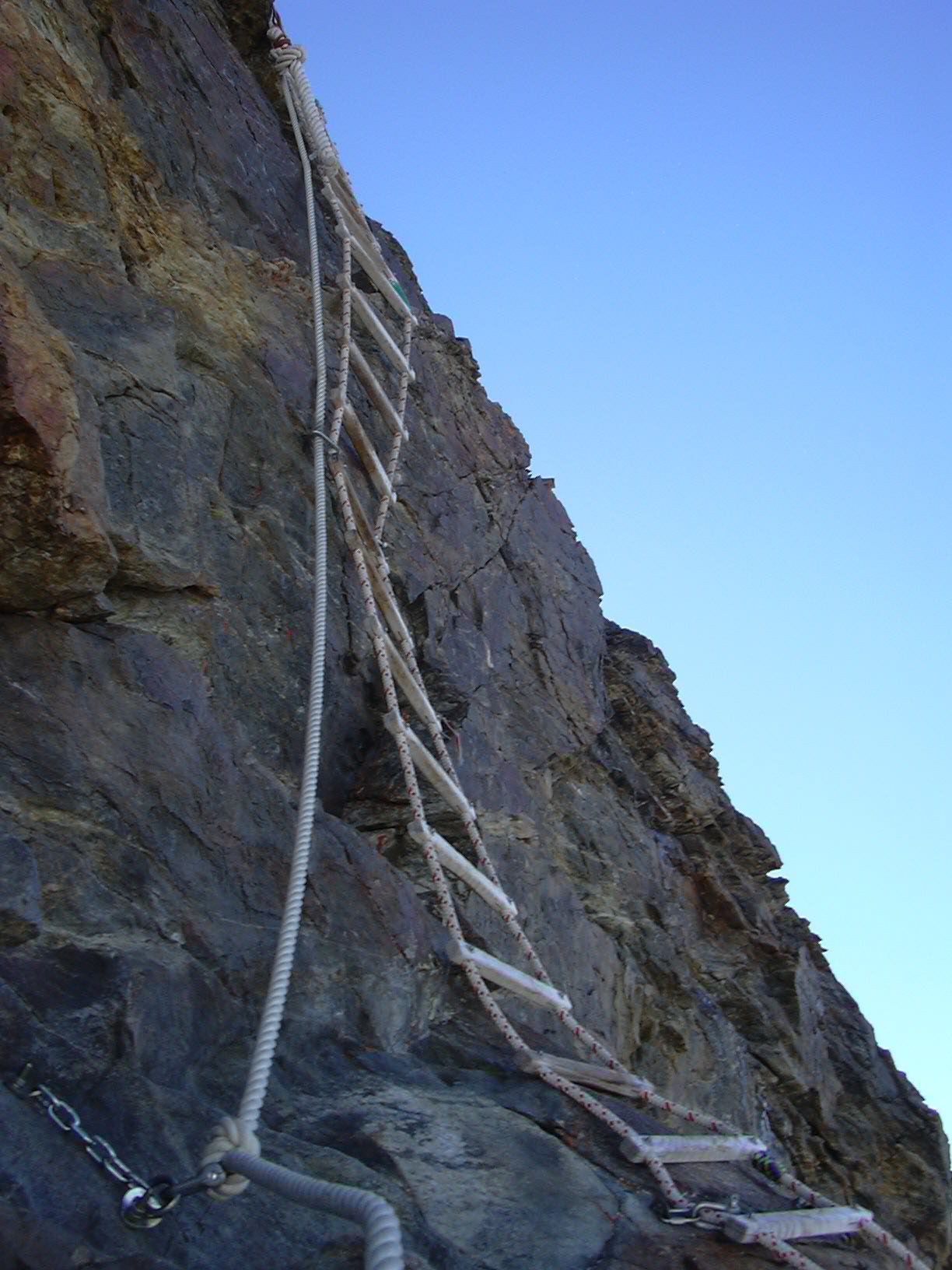
La Scala Jordan.

Per roccette si arriva al Col Félicité, terrazzino da dove ricominciano una serie di corde fisse che aiutano l'ascesa. La più caratteristica di queste attrezzature è la Scala Jordan che permette di risalire una placca strapiombante molto esposta e di circa dieci metri. Più oltre la Corda Piovano permette di risalire un diedro e la Gîte Wentworth è una sottile fessura che permette di riguadagnare la cresta.
Per roccette più facili si arriva infine alla vetta italiana (4.476 m) ed alla croce di vetta. Su ciascun braccio della croce è riportato un toponimo latino: dal lato svizzero si legge la parola Pratumbor, nome latino di Zermatt, mentre dal lato italiano si legge la parola Vallistornench, nome latino della Valtournenche.

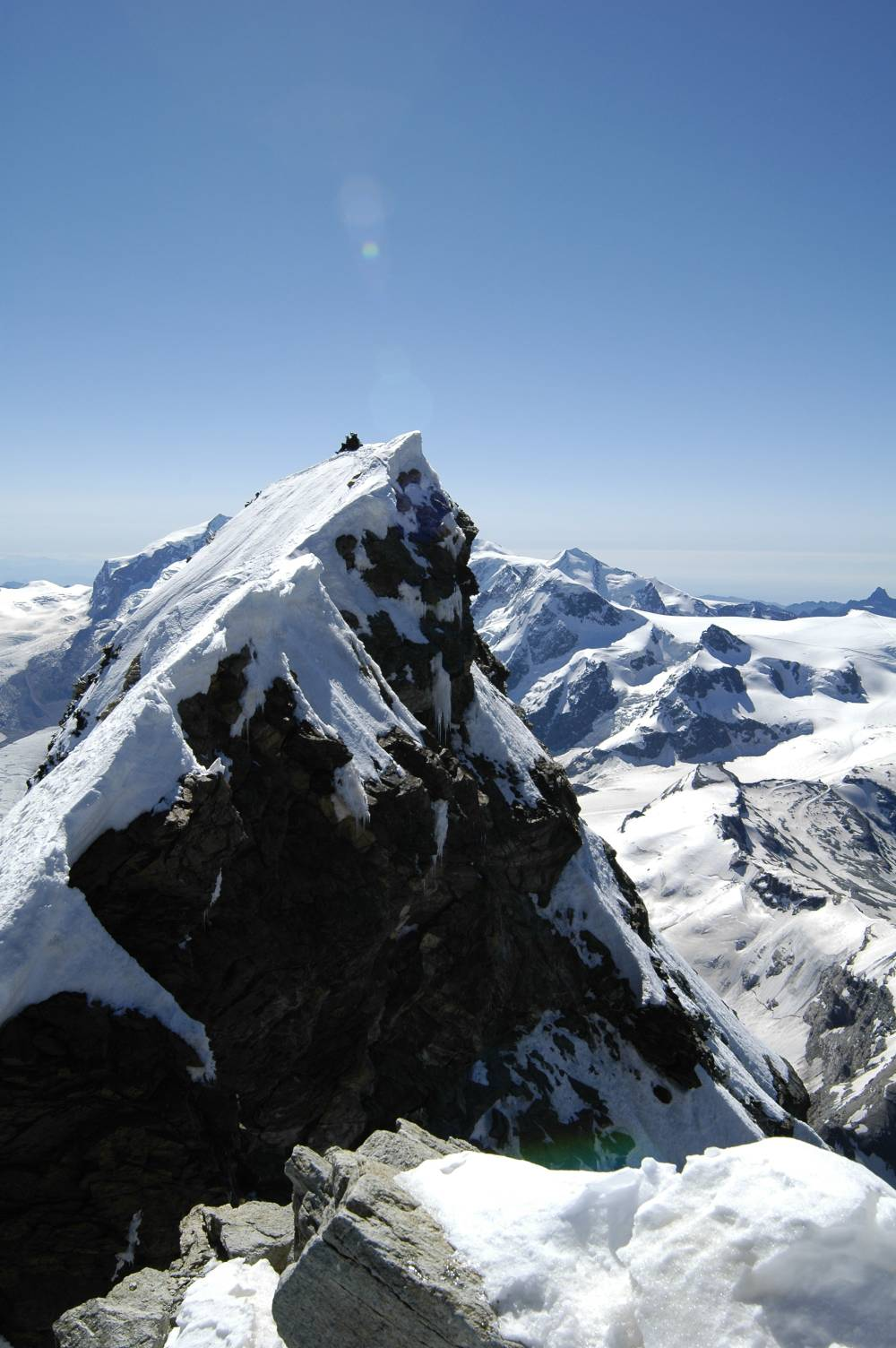
La vetta svizzera vista dalla vetta italiana.

La vetta sommitale svizzera (4.478 m) si trova circa 60 m più ad est e per raggiungerla occorre percorrere l'aerea cresta sommitale.
La cresta, solitamente nevosa, si percorre in una decina di minuti. Quest'ultima parte della salita è molto evidente e non presenta quindi problemi di ricerca dell'itinerario.

## Critiche all'eccessivo equipaggiamento della via
La via normale italiana, e lo stesso discorso vale per la via normale svizzera, a causa del notevole afflusso di alpinisti che la percorre, è particolarmente equipaggiata con corde fisse, scale, anelli resinati, pioli, catene e cavi metallici.
Al di là delle considerazioni proprie del clean climbing (movimento di pensiero, sviluppatosi essenzialmente negli ultimi trent'anni, che critica l'eccessivo equipaggiamento delle vie di arrampicata), esiste un problema reale di sicurezza. La manutenzione di questo materiale è condotta dalle guide alpine che hanno l'ovvio interesse di rendere la montagna quanto più accessibile possibile ai loro clienti ma l'eccessiva semplificazione del percorso non ha condotto ad una riduzione degli incidenti.
Il primo motivo di incidenti è che sempre più alpinisti intraprendono la scalata del Cervino senza averne la competenza tecnica ma contando sulla competenza della loro guida o sul fatto che la via è attrezzata.
Il secondo è una conseguenza diretta del sovrafollamento di questi due itinerari alpinistici. Attualmente fino a duecento persone possono tentare la vetta in una giornata (quando le condizioni meteorologiche sono favorevoli). In queste condizioni, le frequenti cadute di pietre dovute alla natura friabile delle rocce che costituiscono il Cervino, hanno conseguenze catastrofiche per le altre cordate che percorrono la via.